# 불교 사회주의
불교 사회주의(佛敎社会主義)는 불교의 원칙에 근거한 사회주의를 제창하는 정치사상이다.

## 주장
- 계급 구별의 폐지 또는 개량
- 불교의 전통에 근거한 도덕 운동
- 자산에 대한 집착을 극복하는 노동자와 농민을 위해, 음식·보호·의류·의료 등 생활필수품의 공적인 공급을 요구한다.

## 실천과 현실
현실적으로는 1950년대부터 1960년대의 캄보디아에서의 시아누크 정권(왕제 사회주의라고도 불렸다. 정당은 인민 사회주의 공동체), 1960년대부터 1980년대의 미얀마 (버마)의 워 누 정권 및 네윈 정권(버마식 사회주의, 정당은 버마 사회주의 계획당) 등이 강한 영향을 받았다.
불교 사회주의는 사회개량주의 운동이라는 색채가 강했지만, 실천된 양정권은 반공 정책으로서의 의미가 강했다(캄보디아에서는 크메르 루즈가 운동의 기초를 만들었고, 미얀마에서는 버마 공산당이 무장 투쟁을 개시하고 있었다). 사회주의 정책을 취하면서도, 어느 정권도 캄보디아의 경우에는 크메르 루즈로 대표되는 공산주의 세력, 버마의 경우는 버마 공산당 및 살족, 카렌족이라는 소수민족의 민병 조직에는 지극히 어렵게 대처하고 있었다. 또, 이 당시, 불교 사회주의라는 개념 그 자체가 일반적이지 않았던 것으로부터, 양국의 정권에 대한 여러 나라의 외교 판단은 혼란을 초래했다.
전자는 1970년의 론 놀의 쿠데타에 의해 와해되었으며 1975년에는 크메르 루즈가 정권 탈취에 성공했다.
후자는 워 누 시대에는 현실적인 정책이 부족하기는 했지만, 네윈 정권 시대에는 군부의 관여가 지극히 진한 것이 되어, 계획 경제를 도입하는 등 독자 노선을 취하는 일이 되었다. 또, 불교와 불교도가 많은 버마족을 기축으로 한 일로부터, 크리스천이 많은 카렌족이나 징포족 등과의 사이에 민족분쟁이 격화하는 일이 되었다.

## 저명한 불교 사회주의자
- 풋타타트
- 솔로몬 반다라나이케
- 우 누
- 노로돔 시아누크
- 제14대 달라이 라마

## 같이 보기
- 사회주의
- 종교 사회주의
- 계획 경제
- 개발독재
- 버마식 사회주의
- 사회참가불교